# Подарък в полунощ
„Подарък в полунощ“ е български 2-сериен телевизионен игрален филм (криминален) от 1984 година на режисьора Генчо Генчев, по сценарий на Петър Николов Чубар. Оператор е Валентин Христов. Художник е Борис Ахчийски. Музиката във филма е композирана от Стефан Илиев.

## Серии
- 1. серия – 56 минути
- 2. серия – 53 минути [1].

## Сюжет
От една швейцарска галерия са откраднати картини на известни майстори. По сигнал на Интерпол в нашата страна ще бъде извършена размяната им .

## Актьорски състав
| Роля                                                                      | Изпълнител          |
| ------------------------------------------------------------------------- | ------------------- |
| цирковата артистка Наташа Богданова, сестра на Христо (в 2 серии: I и II) | Мария Каварджикова  |
| майор Андрей Драгомиров (в 2 серии: I и II)                               | Петър Деспотов      |
| Тони „Красавеца“, крадец/хер Прума Хофман (в 2 серии: I и II)             | Георги Новаков      |
| служител в МВР (в 2 серии: I и II)                                        | Росица Русева       |
| служител в МВР (в 2 серии: I и II)                                        | Владислав Иванов    |
| служител в МВР (в 2 серии: I и II)                                        | Пейчо Драгоев       |
| Фелипе Дерусети (в 2 серии: I и II)                                       | Ириней Константинов |
| Ванчини (в 1 серия: I)                                                    | Васил Попилиев      |
| Асен (в 2 серии: I и II)                                                  | Иван Петрушинов     |
| (в 1 серия: I)                                                            | Атанас Димитров     |
| (в 2 серии: I и II)                                                       | Георги Василев      |
| (в 1 серия: II)                                                           | Симеон Алексиев     |
| милионерът Али Бертие (в 1 серия: II)                                     | Димитър Хаджиянев   |
| (в 1 серия: II)                                                           | Светлана Славова    |
| (в 1 серия: II)                                                           | Кънчо Кънев         |
| (в 1 серия: II)                                                           | Петко Диков         |
|                                                                           | В епизодите         |
| приятел на Драгомиров (в 1 серия: I)                                      | Георги Кишкилов     |
| патологът (в 1 серия: I)                                                  | Кольо Дончев        |
| (в 1 серия: I)                                                            | Петко Иванов        |
| (в 1 серия: I)                                                            | Веселин Мезекиев    |
| приятел на Христо (в 1 серия: I)                                          | Андрей Слабаков     |
| (в 1 серия: I)                                                            | Владимир Димитров   |
| (в 1 серия: I)                                                            | Капка Иванова       |
| барманката (в 1 серия: I)                                                 | Пенка Цицелкова     |
| Ваня, гадже на Асен (в 1 серия: II)                                       | Ана-Мария Петрова   |
| (в 1 серия: II)                                                           | Иван Томов          |
| (в 1 серия: II)                                                           | Стоян Сърданов      |
| (в 1 серия: II)                                                           | Петя Балъкчиева     |
| (в 1 серия: II)                                                           | Илия Секулов        |
| (в 1 серия: II)                                                           | Иван Сивенов        |
| (в 1 серия: II)                                                           | Светлана Атанасова  |
| (в 1 серия: II)                                                           | Максим Генчев       |

и др.